# Гілберт Сабоя Сунє
Гільберт Сабоя Сунє (англ. Gilbert Saboya Sunyé; нар. 28 липня 1966, Сант-Жулія-де-Лорія, Андорра) — андоррський економіст і політик. Обіймає посаду міністра закордонних справ Князівства Андорра від 2011 року. 9 листопада 2012 року — 16 травня 2013 року був також президентом Комітету міністрів Ради Європи. 23 березня — 1 квітня 2015 року Сунє виконував обов'язки прем'єр-міністра Андорри.

## Політична кар'єра
До 2001 року Гільберт Сабоя Сунє входив до політичної партії «Національно-демократична група». З 2001 до 2005 року він був членом «Демократичної партії», а з 2005 до 2011 року — партії «Новий Центр». У 2011 році Гільберт Сабоя Сунє приєднався до політичної сили «Демократи Андорри».
16 травня 2011 року його було призначено міністром закордонних справ в уряді прем'єр-міністра Антоні Марті Петіт. Навесні 2015 року Сунє кілька днів (23 березня — 1 квітня) виконував обов'язки прем'єр-міністра Андорри до призначення Антоні Марті Петіт на новий термін.